# Halim Mersini
Halim Mersini (Valona, 22 settembre 1961) è un ex calciatore albanese, di ruolo portiere.

## Carriera

### Nazionale
Ha collezionato 6 presenze con la Nazionale albanese.